# Nuevo Durango Uno
Nuevo Durango Uno är en ort i Mexiko.   Den ligger i kommunen Hopelchén och delstaten Campeche, i den östra delen av landet, 1 000 km öster om huvudstaden Mexico City. Nuevo Durango Uno ligger 122 meter över havet och antalet invånare är 167.
Terrängen runt Nuevo Durango Uno är platt. Runt Nuevo Durango Uno är det mycket glesbefolkat, med 2 invånare per kvadratkilometer. Närmaste större samhälle är Nuevo Durango Cuatro, 7,2 km öster om Nuevo Durango Uno. I omgivningarna runt Nuevo Durango Uno växer i huvudsak städsegrön lövskog.